# Chlorocypha consueta
Chlorocypha consueta là một loài chuồn chuồn kim thuộc họ Chlorocyphidae. Loài này có ở Angola, Cộng hòa Congo, Cộng hòa Dân chủ Congo, Malawi, Mozambique, Nam Phi, Tanzania, Zambia, Zimbabwe, và có thể cả Nigeria. Môi trường sống tự nhiên của chúng là rừng khô nhiệt đới hoặc cận nhiệt đới, rừng ẩm vùng đất thấp nhiệt đới hoặc cận nhiệt đới, vùng cây bụi khô khu vực nhiệt đới hoặc cận nhiệt đới, vùng cây bụi ẩm khu vực nhiệt đới hoặc cận nhiệt đới, và sông ngòi.